# Pasquale Cafaro
Pasquale Cafaro lub Caffaro, zwany Caffariello (ur. 8 lutego 1716 lub 1718 w San Pietro in Galatina, zm. 23 lub 25 października 1787 w Neapolu) – włoski kompozytor, przedstawiciel szkoły neapolitańskiej.

## Życiorys
Od 1735 roku był uczniem Nicoli i Lorenzo Fago oraz Leonardo Leo w Conservatorio della Pietà dei Turchini w Neapolu. Debiutował w 1745 roku operą Il figliuol prodigo ravedduto. W 1759 roku, jako następca Girolamo Abosa, został drugim kapelmistrzem tegoż konserwatorium. Z uczelnią tą związany był do 1785 roku. Od 1768 roku działał także na dworze królewskim, pełniąc funkcję nauczyciela śpiewu i klawesynu królowej Marii Karoliny. Od 1771 roku był pierwszym kapelmistrzem kapeli królewskiej. W latach 1763–1766 dyrygował wykonaniem oper w neapolitańskim Teatro di San Carlo. Jego uczniem był Giacomo Tritto.
Jest autorem 8 oper, w tym napisanych do librett Pietra Metastasia Ipermestra (1751), Olimpiade (1769) i Antigono (1770). Ponadto skomponował m.in. Stabat Mater na 4 głosy (wyd. 1785), kantaty, oratoria, trzy msze, cztery motety, psalmy, antyfony.